# Rinas (Kruja)
Rinas (albanisch auch Rinasi) ist ein Dorf in Albanien in der Gemeinde Kruja, Qark Durrës. Der Ort liegt südwestlich von Fushë-Kruja unmittelbar beim Flughafen Tirana, der früher offiziell als Flughafen Tirana-Rinas bezeichnet wurde. Rinas ist deswegen noch heute in Albanien ein Synonym für den Flughafen.
Rinas liegt in der Ebene nordwestlich von Tirana. Im Südosten liegt die Piste, im Süden der Terminal des Flughafens. Im Westen verläuft der Fluss Tirana, dahinter liegt Fushë-Preza. Bis 2015 gehörte Rinas zur Gemeinde Nikël, die dann durch eine Verwaltungsreform in der Bashkia Kruja aufging.
Rinas wurde im 15. Jahrhundert erstmals erwähnt. 1956 wurden die Bauern der Region in landwirtschaftlichen Genossenschaften kollektiviert. Gleichzeitig wurde in Rinas der neue Flughafen von Tirana erbaut, der 1958 eröffnet worden ist. In der Sozialistischen Volksrepublik Albanien mit nur sehr wenig Tourismus und ohne Reisefreiheit verzeichnete sogar der einzige Flughafen des Landes nur wenig Verkehr – entsprechend vernachlässigt war die Infrastruktur bis ins neue Jahrtausend hinein. Bis heute hat Rinas einen landwirtschaftlichen Charakter bewahrt. Früher wurde vor allem Getreide angebaut.
Lange waren Rinas und der Flughafen nur von Westen von der SH 52 über ein schmales Sträßchen erreichbar. Dieses wurde 1999 vom amerikanischen Militär erweitert. 2005 wurde mit dem Ausbau des mittlerweile privatisierten Flughafens begonnen. In diesem Zusammenhang wurde damals auch die Brücke über den Ishëm an der Zubringerstraße erneuert und im März 2007 eine direkte Anbindung nach Süden an die Autobahn Tirana – Durrës, die SH 60, gebaut.
Rund um den Flughafen, bislang Albaniens einziger ziviler, haben sich seither verschiedene Dienstleistungsbetriebe wie Hotels, Autovermietungen und Tankstellen angesiedelt. Etwas südlich an der SH 60 liegen der Tirana Business Park und der Campus der Epoka-Universität. Das Zentrum des Ortes liegt etwas nördlich vom Flughafen. Dort und etwas weiter südlich wurden Moscheen errichtet.